# K Real Neeroeteren-Maaseik FC
Maillots
Dernière mise à jour : 4 août 2017.
Le Koninklijke Real Neeroeteren-Maaseik Football Club est un club de football belge, localisé sur le territoire de l'ancienne commune de Neeroeteren, dans le Limbourg. Il est le fruit d'une fusion survenue en 2006 entre le Maaseik FC et le Koninklijke Neeroeteren Football Club. Le club évolue en 2017-2018 en quatrième provinciale, mais a disputé 10 saisons en Promotion durant les années 1990.

## Histoire
Le Neeroeteren Football Club est fondé le 13 avril 1936. Il s'affilie à l'Union Belge, qui lui octroie le matricule 2426. Le club débute quelques mois plus tard en troisième provinciale limbourgeoise, le plus bas niveau du football belge à l'époque. Dès la première saison, le club remporte le titre dans sa série et monte au niveau supérieur. Il joue en deuxième provinciale jusqu'au terme de la Seconde Guerre mondiale, puis est relégué au plus bas niveau en 1946. Le club y reste jusqu'en 1952 et une nouvelle montée. Un an plus tard, il remporte un nouveau titre et est promu en première provinciale.
Neeroeteren joue parmi l'élite provinciale jusqu'à la fin de la décennie, quand deux relégations consécutives en 1959 et 1960 le renvoient en troisième provinciale. Le club remonte d'un cran deux ans plus tard, et y dispute neuf saisons. De nouveau relégué en « P3 » en 1971, il retrouve la « P2 » après quatre saisons. Il joue dix nouvelles saisons avant d'être à nouveau relégué d'un niveau en 1985. Le 18 février 1987, le club est reconnu « Société Royale », et change son nom en Koninklijke Neeroeteren Football Club. Cette reconnaissance a le don de dynamiser le club, qui vit ensuite une ascension rapide. Il remporte sa série de « P3 », et un an plus tard sa série de « P2 ». Après trente ans, le club est de retour au plus haut niveau provincial. Il poursuit sur sa lancée et remporte un troisième titre en trois saisons, ce qui lui ouvre les portes de la Promotion pour la première fois de son Histoire.
La première saison de Neeroeteren marque un coup d'arrêt dans la marche en avant du club. Quatorzième sur seize équipes engagées, le club est relégué en première provinciale. Le club remporte directement un nouveau titre, et revient en Promotion douze mois plus tard. Durant plusieurs saisons, le club lutte pour son maintien, et doit même passer par les barrages en 1996. La saison suivante est par contre la meilleure du club, avec une quatrième place finale. Il obtient encore la huitième place les deux années qui suivent, mais en 2000, il ne peut éviter une place de relégable. Après neuf saisons consécutives en Promotion, le club est renvoyé en première provinciale. Il n'est plus jamais remonté en nationales depuis lors.
Deux ans après avoir quitté la Promotion, le club subit une nouvelle relégation et se retrouve en « P2 ». En 2006, il remporte sa série et retrouve l'élite provinciale. Dans la foulée, il absorbe le Maaseik FC, et devient le Koninklijke Real Neeroeteren-Maaseik Football Club. Cette fusion n'apporte pas le succès escompté, le club étant relégué après une saison en première provinciale. Après avoir échappé de justesse à une nouvelle relégation un an plus tard, le club s'est installé comme une des bonnes équipes de deuxième provinciale, participant parfois au tour final, mais sans parvenir à décrocher une nouvelle montée.

## Résultats dans les divisions nationales
Statistiques mises à jour le 24 juin 2013

### Bilan
| Niv | Divisions     | Jouées | Titres | TM Up | TM Down |
| --- | ------------- | ------ | ------ | ----- | ------- |
| I   | 1re nationale | 0      | 0      |       |         |
| II  | 2e nationale  | 0      | 0      |       |         |
| III | 3e nationale  | 0      | 0      |       |         |
| IV  | 4e nationale  | 10     | 0      |       | 1       |
| V   | 5e nationale  | 0      | 0      |       |         |
|     |               |        |        |       |         |
|     | TOTAUX        | 10     | 0      | 0     | 1       |

- TM Up : test-match pour départager des égalités, ou toutes formes de Barrages ou de Tour final pour une montée éventuelle.
- TM Down : test-match pour départager des égalités, ou toutes formes de Barrages ou de Tour final pour le maintien.

### Classements saison par saison
| Ordre               | Saison  | Nom du club       | Niveau            | Classement final | Remarques |
| ------------------- | ------- | ----------------- | ----------------- | ---------------- | --------- |
| 1                   | 1989-90 | K. Neeroeteren FC | Promotion série C | 14e/16           | Relégué!  |
| séries provinciales |         |                   |                   |                  |           |
| 2                   | 1991-92 | K. Neeroeteren FC | Promotion série C | 11e/16           |           |
| 3                   | 1992-93 | K. Neeroeteren FC | Promotion série C | 12e/16           |           |
| 4                   | 1993-94 | K. Neeroeteren FC | Promotion série C | 11e/16           |           |
| 5                   | 1994-95 | K. Neeroeteren FC | Promotion série C | 12e/16           |           |
| 6                   | 1995-96 | K. Neeroeteren FC | Promotion série C | 13e/16           |           |
| 7                   | 1996-97 | K. Neeroeteren FC | Promotion série C | 4e/16            |           |
| 8                   | 1997-98 | K. Neeroeteren FC | Promotion série C | 8e/16            |           |
| 9                   | 1998-99 | K. Neeroeteren FC | Promotion série C | 8e/16            |           |
| 10                  | 1999-00 | K. Neeroeteren FC | Promotion série C | 15e/16           | Relégué!  |
| séries provinciales |         |                   |                   |                  |           |

### Sources et liens externes
- (nl) « Fiche de l'équipe », sur Belgian Soccer Database
- (nl) Site officiel du club